# Vacina contra a poliomielite
Vacinas contra a poliomielite são vacinas usadas para prevenir a poliomielite (pólio). Existem dois tipos: um que usa o vírus inativado e é administrada por injeção (IPV), e outro que usa um vírus atenuado e é dada por via oral (OPV). A Organização Mundial de Saúde recomenda que todas as crianças sejam totalmente vacinadas contra a poliomielite. As duas vacinas eliminaram a doença na maior parte do mundo, e a redução do número de casos notificados a cada ano, a partir de uma estimativa de 350 000, em 1988, para 37 em 2016.
As vacina inativadas são muito seguras. Pode ocorrer uma ligeira vermelhidão ou dor  no local da injeção. A versão oral da vacina causa cerca de três casos de poliomielite paralítica associados à vacina por milhão de doses dadas. Isto se compara com um em cada duzentos, que são as paralisias depois de uma infecção de poliomielite. Geralmente, ambas são seguras para dar durante a gravidez e em pessoas que têm HIV/AIDS mas estão bem.
A primeira vacina contra a poliomielite foi a vacina inativada contra pólio. Ela foi desenvolvida por Jonas Salk e entrou em uso em 1955. A vacina oral contra a poliomielite foi desenvolvida por Albert Sabin e entrou em uso comercial em 1961. As vacinas estão na Lista de Medicamentos Essenciais da Organização Mundial de Saúde, os medicamentos mais eficazes, seguros e necessários em um sistema de saúde. Em 2014, o custo bruto nos países em desenvolvimento era de cerca de US$ 0,25 por dose para a forma oral. Nos Estados Unidos, a forma inativada custa entre US$ 25-50 dólares.